# Jacques Rogge
Jacques Rogge, Conde Rogge (Gante, 2 de maio de 1942 – 29 de agosto de 2021) foi um médico belga com especialidade em cirurgia ortopédica e presidente do Comitê Olímpico Internacional (COI) entre  2001 e 2013.

## Biografia

### Atleta
Iniciou suas atividades esportivas no iatismo, onde representou a Bélgica nos Jogos Olímpicos de 1968, 1972 e 1976. Também jogou pela Seleção Belga de Rugby.

### Comitê Olímpico Internacional
Foi presidente do Comitê Olímpico Belga entre 1989 e 1992 e presidiu o Comitê Olímpico Europeu entre 1989 e 2001. Ele se tornou membro do COI em 1991 e entrou para o Comitê Executivo em 1988. Ele foi nomeado cavaleiro e, posteriormente, designado conde pelo rei Albert II da Bélgica.
Foi eleito presidente do COI em 16 de julho de 2001, em seção realizada em Moscou, sucedendo Juan Antonio Samaranch, que presidia o COI desde 1980.
Sob sua presidência, o COI iniciou um projeto para viabilizar a candidatura a sede dos Jogos Olímpicos por parte de países menos desenvolvidos, com políticas de redução de custos e complexidade.
Durante os Jogos Olímpicos de Inverno de 2002, Rogge se tornou o primeiro presidente do COI a se hospedar na Vila Olímpica, junto aos atletas, ao invés de se hospedar em um hotel cinco estrelas, como costumeiramente faziam os presidentes anteriores. Ele também atuou decisivamente nos julgamentos e punições em casos de doping, denunciando casos de corrupção por parte de dirigentes que tentavam evitar punições a atletas flagrados nos exames. Como resultado, os primeiros Jogos Olímpicos sob sua presidência foram recheados de críticas ao que foi chamado de uma nova era no Movimento Olímpico, porém Rogge respondeu com declarações que não iria tolerar nenhum tipo de corrupção. Todos os seis Jogos Olímpicos sob a presidência de Rogge (Salt Lake City 2002, Atenas 2004, Turim 2006, Pequim 2008, Vancouver 2010 e Londres 2012) tiveram casos de punição de atletas por doping.
Durante sua gestão, o beisebol e o softbol foram excluídos das Olimpíadas. Essa decisão foi aprovada na reunião realizada em julho de 2005 em Singapura e entrou em vigor nos Jogos Olímpicos de Verão de 2012. Porém, Rogge deixou claro que ambos os esportes podem voltar a se candidatar no futuro.
Em 9 de outubro de 2009, foi reeleito para o cargo de presidente do COI até 2013 com o voto de 88 dos 92 votantes - 1 voto contrário e 3 abstenções.
Em 29 de agosto de 2021, o COI divulgou a morte de Rogge.